# الحزام الأسود (ألبوم غيمس)
الحزام الأسود (بالفرنسية: Ceinture noire)‏، هو ثالث ألبوم إستديو الثالث لمغني الراب الكونغولي غيمس، والذي تم إصداره في 23 مارس 2018 بإنتاج مجموعة تي أف 1. تمت إعادة إصدار الألبوم عدة مرات: تم إصدار النسخة الكاملة في 24 أغسطس 2018، تمت إعادة إصدار الألبوم تحت عنوان التفوق (بالفرنسية: Transcendance)‏ في 26 أبريل 2019 وإعادة إصدار مرة أخرى تحت عنوان عقد (بالفرنسية: Décennie)‏ مع 4 أغان جديدة في 6 ديسمبر 2019. اليوم تم بيع أكثر من 936000 نسخة في فرنسا.

## التاريخ

### خلفية
في 7 مايو 2017، بعد وقت قصير من إعلانه الرسمي، نشر غيمس مقتطفًا حصريًا من أغنية على حسابه على إنستغرام بعنوان «مرابوت» حيث سمع أنه يقوم بتسوية حسابات مع شخص معين. تم إطلاق الصوت مع المقطع بالكامل (من إنتاج شركة داي لايت) رسميًا على قناته الجديدة على يوتيوب في 12 مايو 2017. في 26 مايو 2017، أصدر غيمس أغنية جديدة بعنوان «أنا في دار». لاحظ أنه تم الكشف عن جزء من الصوت في 28 مارس 2017 على حسابه على سناب شات.
بعد اختراق حسابه على تويتر في 7 مارس 2018، كشف المخترق عن مقطعين من الألبوم هما «نفس الشيء» مع فياني بالإضافة إلى «مستذئب» مع سفيان. يبدو أن هاتين الأغنيتين يمثلان مقدمة للألبوم بالنظر إلى أنه أعلن في 29 سبتمبر 2017 على هذه الشبكات الاجتماعية أنه تغيب لتحسين أول أغنية من الألبوم مما يعني أن أغنيتي «أنا في دار» و«مرابوت» ليستا إصدار منفرد. الأول هو جديد والثاني مدرج في المشروع. ابتعد عن الشبكات لفترة من الوقت، بضعة أسابيع فقط وقت كافٍ للتنقيح لإنهاء أول أغنية منفردة للحزام الأسود.
عاد في 5 نوفمبر 2017 عن طريق تغيير صور الملف الشخصي لجميع شبكات التواصل الاجتماعي الخاصة به لاختيار صورة سوداء تمامًا، في إشارة إلى اسم الألبوم وأعلن في 7 نوفمبر 2017 عن إصدار أول أغنية من الألبوم بعنوان «الحرباء»، صدر بعد 3 أيام في 10 نوفمبر 2017. خلال مقابلة أجريت في أكتوبر 2017، تم طرح سؤال حول وجود أحد الممثلين وهو شقيقه الصغير دادجو دجونا في الألبوم، نظرًا لأنه كان حاضرًا في آخر ألبوم. السؤال الذي أجاب عليه: «نعم بالتأكيد، كما في جميع الألبومات السابقة، أن هذا أمر طبيعي».

### النشأة
بعد انتخاب دونالد ترامب رئيسا في الولايات المتحدة الأمريكية في 8 نوفمبر 2016، عبر غيمس عن غضبه على إنستغرام بإعلانه أنه سيتوقف عن صنع الموسيقى في اليوم التالي وهو «يوم كذبة أبريل» بعد ساعات قليلة أعلان عن ألبومه القادم بعنوان الحزام الأسود. بعد خلافات مع داوالا (الرئيس التنفيذي لشركة التسجيلات واتي بي) بسبب حقوق الطبع والنشر المنخفضة في ديسمبر 2016، غادر غيمس شركة التسجيلات واتي بي ووقع مع مجموعة تي أف 1، وأعلن أن ألبومه التالي سيكون ضمن تصنيف بلاي تو.

## الإستقبال

### الإستقبال التجاري

#### الحزام الأسود
يصنف الألبوم مباشرة إلى رقم واحد من أفضل الألبومات المدمجة في فرنسا برصيد 81٬382 نسخة (بما في ذلك 49٬299 مبيعات و 32٬083 مبيعات معادلة). في الأسبوع الثاني، ظل الألبوم في صدارة المبيعات (بما في ذلك البث المباشر) مع 60٬457 نسخة (بما في ذلك 36٬700 مبيعات مادية ورقمية). خلال أسبوعه الثالث، كان الألبوم يحسب 41٬086 نسخة (بما في ذلك 22٬700 من المبيعات المادية والرقمية)، ومرة أخرى يظل في المركز الأول في الجزء العلوي المدمج. في الأسبوع الرابع، ظل في الصدارة مع 32٬598 نسخة (بما في ذلك 16٬250 مبيعات وتنزيلات فعلية). في ما يقرب من شهر من التوزيع، يبلغ إجمالي عدد النسخ 215٬522 (بما في ذلك 124٬000 من المبيعات المادية والرقمية) في هذا البلد، أي ما يعادل شهادة بلاتينية مزدوجة خلال الأسبوع الخامس من التوزيع، لا يزال يحتل المرتبة الأولى في الألبوم العلوي مع 22٬057 نسخة (بما في ذلك 11٬200 مبيعات). خلال الأسبوع التالي، بقيت في المرتبة الأولى مع 20٬929 نسخة (11٬300 مبيعات مادية ورقمية).
في أسبوعها السابع، لا تزال في المرتبة في فرنسا مع 19٬608 نسخة (بما في ذلك 10٬000 مبيعات مادية ورقمية). في الأسبوع الثامن، يظل رقم واحد مع 16٬227 نسخة (بما في ذلك 8٬200 مبيعات مادية ورقمية). في أسبوعه التاسع، ظل في المرتبة الأولى بـ 16٬096 نسخة. تم اعتماده بشهادة بلاتينة ثلاثية لـ 310٬439 نسخة. في الأسبوع العاشر، تراجع إلى المركز الثاني في القمة واندمج مع 15٬841 نسخة. في الأسبوع التالي، صعد إلى المركز الأول مع 13٬815 نسخة أخرى. في أسبوعه الحادي عشر، وصل إلى 14٬568 نسخة إضافية واحتفظ بموقع الصدارة. لأسبوعها الثاني عشر، تنخفض إلى المركز الثاني مع 12٬174 نسخة، خلف الألبوم الجديد لمغني الراب البلجيكي دامسو. لاحظ أن هناك 9 أسابيع غير متتالية في المقام الأول من أفضل المبيعات (المادية والرقمية). بحلول منتصف العام، وصلت إلى أكثر من 380٬000 نسخة بما في ذلك التدفق.
في 10 أكتوبر 2018، تم اعتماد الألبوم بشهادة ماسية، أي 500000 نسخة بيعت في 6 أشهر فقط من موعد بدأ التوزيع. في بداية كانون الثاني (يناير) 2019، تجاوزت العلامة التجارية المباعة 600000 نسخة، مما يجعلها ثاني أكثر الألبومات مبيعًا لعام 2018 بعد جوني هوليداي، وقبل ألبوم دادجو دجونا. الألبوم يدخل مركز الصدارة في والونيا. يبقى المركز الأول لمدة 7 أسابيع متتالية قبل أن ينخفض إلى المركز الثاني. في الأسبوع التالي، صعد إلى المركز الأول. دخل فلاندرز. وفقًا لموقع ميديا ترافيك، بدأ في المركز السادس في أفضل ألبوم في العالم بـ 93٬000 نسخة. الأسبوع الثاني هو الثامن مع 70٬000 نسخة أخرى.

#### التفوق
قام غيمس في ما بعد إعادة إصدار جديدة للألبوم بعنوان التفوق (بالفرنسية: Transcendance)‏، تستفيد من ثلاثة عشر أعنية جديدة تم إصدارها في 26 أبريل 2019 وستدخل مباشرة في المركز الأول في المبيعات باستثناء البث، بما في ذلك أغنية «مرحبا آنستي» بالتعاون مع الموسيقي الكولومبي مالوما وسيتم مشاهدة المقطع أكثر من 26 مليون مرة في الأسبوع الأول، سيتم بعد ذلك اعتماد الشهادة البلاتينية الفردية في إسبانيا.

#### عقد
فيما بعد قام غيمس إعادة إصدار للألبوم مرة أخرى بعنوان عقد (بالفرنسية: Décennie)‏ والمقصود منها عشر سنوات، مع أربع أغان جديدة تم إصدارها في 6 ديسمبر 2019.

## فيديو كليب

غلاف أغنية "نائب ميامي"

غلاف أغنية "مرحبا آنستي"

- «أنا في دار» تم إصدارها يوم 26 مايو 2017.[23]
- «الحرباء» تم إصدارها يوم 12 ديسمبر 2017.[24]
- «مي غنا نسخة غيمس» (بمشاركة سوبر ساكو وهايكي) تم إصدارها يوم 18 يناير 2018.[25]
- «مستذئب» (بمشاركة سفيان) تم إصدارها يوم 8 مارس 2018.[26]
- «أناكين» تم إصدارها يوم 16 أبريل 2018.[27]
- «نفس الشيء» (بمشاركة فياني) تم إصدارها يوم 20 أبريل 2018.[28]
- «وداعا أيتها الجميلة» (بمشاركة فيتا، دادجو دجونا، سليمان) تم إصدارها يوم 3 يونيو 2018.
- «قلب» (بمشاركة ليل وين وفرنتش مونتانا) تم إصدارها يوم 28 يونيو 2018.[29]
- «أو لا لا» تم إصدارها يوم 20 يوليو 2018.[30]
- «الأسوأ» تم إصدارها يوم 26 أكتوبر 2018.[31]
- «نائب ميامي» تم إصدارها يوم 5 أبريل 2019.[32]
- «مرحبا آنستي» (بمشاركة مالوما) تم إصدارها يوم 10 مايو 2019.[33]
- «الراحة» (بمشاركة ستينغ) تم إصدارها يوم 26 أغسطس 2019.[34]
- «الثمن الواجب دفعه» تم إصدارها يوم 30 نوفمبر 2019.[35]
- «هذا ليس راب» (بمشاركة نيرو) تم إصدارها يوم 29 نوفمبر 2019.[36]
- «ما بيننا قد مات» تم إصدارها يوم 7 ديسمبر 2019.[37]
- «10/10» (بمشاركة دادجو دجونا وألونزو) تم إصدارها يوم 4 فبراير 2020.[38]
- «للأسف، للأسف» تم إصدارها يوم 8 يوليو 2020.[39]
- «القرصان» (بمشاركة جي بالفين) تم إصدارها يوم 15 نوفمبر 2020.

## إعادة إصدار

### الحزام الأسود (التفوق)
| 1.  | "مرحبا آنستي" (مع. مالوما)        | رينو ريبلاود                    | 3:26 |
| 2.  | "القرصان" (مع. جي بالفين)         | سوفلي ونيوس                     | 2:42 |
| 3.  | "في السر" (مع. فيتا)              | رينو ريبلاود وبوغاتي يبتز       | 3:12 |
| 4.  | "10/10" (مع. دادجو دجونا وألونزو) | رينو ريبلاود                    | 4:02 |
| 5.  | "الثمن الواجب دفعه"               | رينو ريبلاود                    | 4:19 |
| 6.  | "ياسمين"                          | رينو ريبلاود                    | 3:34 |
| 7.  | "في الحي"                         | يالاتيف بيتز                    | 2:22 |
| 8.  | "نائب ميامي"                      | غيمس، رينو ريبلاود، بوغاتي يبتز | 3:42 |
| 9.  | "ساذج"                            | رينو ريبلاود                    | 4:15 |
| 10. | "نا لي غلي يو"                    | بوغاتي يبتز                     | 2:56 |
| 11. | "أنا أعرف من أنت"                 | رينو ريبلاود وبوغاتي يبتز       | 3:28 |
| 12. | "الراحة" (مع. ستينغ)              | رينو ريبلاود                    | 3:51 |
| 13. | "رحلة سيئة جدا"                   | دابل إكس                        | 4:09 |

### الحزام الأسود (عقد)
| 14. | "مثل الظل"                                | رينو ريبلاود | 3:12 |
| 15. | "ضعني جيدا"                               | رينو ريبلاود | 3:33 |
| 16. | "أنا أحبك" (مع. دوراتا دورا ودي جاي آساد) | دي جاي آساد  | 3:15 |
| 17. | "هذا ليس راب" (مع. نيرو)                  | بوغاتي يبتز  | 3:37 |

## التصنيفات
| التصنيف                                                     | أفضل مرتبة |
| ----------------------------------------------------------- | ---------- |
| تصنيف الألبومات الألمانية (أفضل 100 ألبوم)                  | 48         |
| تصنيف الألبومات البلجيكية (أولتراتوب فلاندرز)               | 28         |
| تصنيف الألبومات البلجيكية (أولتراتوب والونيا)               | 1          |
| تصنيف الألبومات الفرنسية (الاتحاد الوطني للنشر الفونوغرافي) | 1          |
| تصنيف الألبومات الهولندية (أفضل 100 ألبوم)                  | 93         |
| تصنيف الألبومات السويسرية (هيت باراد سويسرا)                | 1          |
| تصنيف الألبومات السويسرية (هيت باراد سويسرا)                | 1          |

| تصنيف (2018)                                                | المرتبة |
| ----------------------------------------------------------- | ------- |
| تصنيف الألبومات البلجيكية (أولتراتوب فلاندرز)               | 153     |
| تصنيف الألبومات البلجيكية (أولتراتوب والونيا)               | 5       |
| تصنيف الألبومات الفرنسية (الاتحاد الوطني للنشر الفونوغرافي) | 2       |
| تصنيف الألبومات السويسرية (هيت باراد سويسرا)                | 34      |

| تصنيف (2019)                                                | المرتبة |
| ----------------------------------------------------------- | ------- |
| تصنيف الألبومات البلجيكية (أولتراتوب والونيا)               | 20      |
| تصنيف الألبومات الفرنسية (الاتحاد الوطني للنشر الفونوغرافي) | 13      |
| تصنيف الألبومات السويسرية (هيت باراد سويسرا)                | 81      |

## الشهادات
| البلد                                                       | الشهادات             | مبيعات  |
| ----------------------------------------------------------- | -------------------- | ------- |
| تصنيف الألبومات البلجيكية (أولتراتوب والونيا)               | الأسطوانة البلاتينية | 20٬000  |
| تصنيف الألبومات الفرنسية (الاتحاد الوطني للنشر الفونوغرافي) | الأسطوانة الماسية    | 846٬216 |

## تاريخ الإصدار
| المنطقة / الدولة | التاريرخ      | الإصدار                | الهيئة              | الناشر         |
| ---------------- | ------------- | ---------------------- | ------------------- | -------------- |
| العالم           | 23 مارس 2018  | الحزام الأسود          | سي دي، تحميل موسيقي | مجموعة تي أف 1 |
| العالم           | 26 أبريل 2019 | الحزام الأسود (التفوق) | سي دي، تحميل موسيقي | مجموعة تي أف 1 |
| العالم           | 6 ديسمبر 2019 | الحزام الأسود (عقد)    | سي دي، تحميل موسيقي | مجموعة تي أف 1 |